# Nuoto pinnato ai Giochi mondiali 2022 - 400 m superficie maschile
La gara dei 400 m superficie maschile di nuoto pinnato ai Giochi mondiali 2022 si è svolta l'8 luglio 2022 a Birmingham. Il programma non prevedeva turni preliminari ma solamente la finale.

## Risultati
| Pos | Atleta                | Nazione       | Tempo   |
| --- | --------------------- | ------------- | ------- |
|     | Alex Mozsár           | Ungheria      | 2:56.87 |
|     | Yoon Young-joong      | Corea del Sud | 2:57.76 |
|     | Ádám Bukor            | Ungheria      | 2:57.83 |
| 4   | Hugo Meyer            | Francia       | 2:58.13 |
| 5   | Oleksii Zakharov      | Ucraina       | 2:58.31 |
| 6   | Robert Golenia        | Germania      | 3:03.09 |
| 7   | Derin Toparlak        | Turchia       | 3:03.14 |
| 8   | Antonios Tsourounakis | Grecia        | 3:06.57 |